# Buckelhannes
Buckelhannes ist ein deutsches Stummfilmdrama aus dem Jahr 1913 mit Georg Jacoby in der Titelrolle.

## Handlung
Buckelhannes – der Name sagt eigentlich schon alles. Er kam als schwächlicher, blasser und verkrüppelter Junge zur Welt, dessen Quasimodo-gleicher Buckel auf dem Rücken wie eine Einladung zu Spott und Hohn werden sollte. Bald starb Hannes‘ Mutter, und der Vater, ein notorischer Säufer, fiel durch seine Kerkerhaft auch aus. Damit war der Junge allein auf der Welt. Ein alter Musiklehrer hatte ihm einst das Geigenspiel gelehrt, und so zieht Hannes mit seinem Instrument von Haus zu Haus, um sich so seinen Lebensunterhalt zu verdienen. Spötteleien und Demütigungen bekommt er gratis zuhauf, wenn er sich um weitere Arbeit bewirbt; niemand will einen Buckligen in seiner Umgebung haben. Nach einer weiteren Zurückweisung bricht er vor dem Haus des Herrn Kommerzienrates Hartwig zusammen. Zwei Tagediebe kommen des Wegs und versuchen gerade, die Villa Hartwigs auf Einbruchsmöglichkeiten hin abzuchecken. Sie sammeln den daniederliegenden Habenichts auf, bringen ihn in eine Spelunke und füllen ihn ab, in der Hoffnung, ihn als Komplizen für ihre anstehenden Brüche gewinnen zu können.
Doch Buckelhannes hat sich seine reine Seele bewahrt, eilt zum Hause des Kommerzienrates und warnt ihn vor den beiden Lumpen, die in sein Domizil einzubrechen gedenken. Für seinen „Verrat“ strecken ihn die beiden Ganoven mit einem Messerstich in die Brust nieder. Der Schwerverletzte wird ins Haus Hartwigs gebracht und in den folgenden Tagen von Hartwigs liebevoller Tochter Ilse wieder gesund gepflegt. Hartwig fühlt sich dem gutherzigen Mann zu Dank verpflichtet und bietet ihm beim Abschied eine ordentliche Bargeldsumme an, die Buckelhannes jedoch entschieden ablehnt. Stattdessen ermöglicht ihm Hartwig eine künstlerische Fortbildung an der Musikhochschule. Buckelhannes ist sehr talentiert, und bald kann der ausgebildete Geiger sein erstes Konzert geben, das ein großer Erfolg wird. Im Glauben, dass es jetzt nur noch aufwärts gehen kann, nimmt Buckelhannes seinen ganzen Mut zusammen und gesteht Ilse seine Zuneigung. Die aber wendet sich mit Grausen von ihm fort. Der Blick in den Spiegel zeigt Hannes, warum.
Doch es kommt noch schlimmer. Eines Tages erscheint bei Hartwigs ein alter Studienfreund des Hausherrn, begleitet von seinem Sohn. Zwischen ihm und Ilse entspinnt sich erst Sympathie, die dann in Liebe übergeht. Für Hannes ist die Beobachtung dieser Entwicklung Tag für Tag wie ein Stich ins Herz. Eines Tages unternimmt die Gesellschaft einen Jagdausflug ins Gebirge, bei dem auch Hannes zugegen ist. Als er das junge Glück andauernd turteln sieht, packt ihn unendliche Eifersucht, gepaart mit dem Zorn des stets Benachteiligten. Bei einer schwierigen Gebirgsüberquerung spannt er seine Büchse, um den lästigen Konkurrenten ins Jenseits zu befördern, als unter ihm sich der Boden zu bewegen beginnt. Buckelhannes kommt erst ins Schwanken, dann ins Rollen und Schlittern und stürzt schließlich ab. Auf einem Felsvorsprung findet man später seine zerschmetterte Leiche.

## Produktionsnotizen
Buckelhannes, mit dem Untertitel Die Tragödie eines Häßlichen versehen, passierte die Zensur im März 1913, erhielt Jugendverbot und wurde am 5. April desselben Jahres uraufgeführt. Am selben Tag kam ein von Max Mack mit sich selbst in der Hauptrolle inszeniertes Konkurrenzprodukt der Deutschen Mutoskop unter dem Titel Buckelhans in die deutschen Kinos. Buckelhannes, der in Österreich-Ungarn am 18. April 1913 anlief, besaß drei Akte und war bei seiner Wiener Erstaufführung etwa 1030 Meter lang. Wer Regie führte, ist derzeit unbekannt.
Georg Jacoby, hier noch als Schauspieler zu sehen, gab mit diesem Film seinen Kinoeinstand. Co-Drehbuchautor Wilhelm Jacoby war sein Vater.